# Nyklovice
Nyklovice (en allemand : Niklowitz) est une commune du district de Žďár nad Sázavou, dans la région de Vysočina, en République tchèque. Sa population s'élevait à 172 habitants en 2020.

## Géographie
Nyklovice se trouve à 11 km au nord-est de Bystřice nad Pernštejnem, à 29,5 km à l'est-nord-est de Žďár nad Sázavou, à 59 km à l'est-nord-est de Jihlava et à 148 km au sud-est de Prague.
La commune est limitée par Bystré au nord et à l'est, par Rovečné à l'est et au sud, et par Sulkovec au sud-ouest et au ouest.

## Histoire
La première mention écrite de la localité date de 1335.

## Transports
Par la route, Nyklovice se trouve à 17 km de Bystřice nad Pernštejnem, à 36,5 km de Žďár nad Sázavou, à 72,5 km de Jihlava et à 164 km de Prague.